# Слободян Олександр Миколайович
Слободян Олександр Миколайович (нар. 30 травня 1971, Дрогобич, Львівська область) — український науковець, доктор медичних наук, професор.

## Біографічні відомості
Народився 30 травня 1971 року в м. Дрогобич Львівської області. Закінчив Чернівецький державний медичний інститут (1996) та аспірантуру при кафедрі топографічної анатомії та оперативної хірургії (1999). Працював асистентом (1999—2002), доцентом (2002—2009) кафедри анатомії, топографічної анатомії та оперативної хірургії. З 2009 року — професор цієї ж кафедри.
Напрями наукових досліджень: встановлення закономірностей морфогенезу органів і структур у перинатальному періоді онтогенезу людини з метою визначення відповідності розвитку органів і структур до терміну вагітності, ступеня їх зрілості та прогнозування життєздатності плоду, а також встановлення терміну вагітності.
Головний редактор наукового фахового видання України «Клінічна анатомія та оперативна хірургія».
Має 9 патентів на винаходи та корисні моделі.

## Науковий доробок
Автор 170 наукових праць, навчальних посібників, монографій (у співавторстві). Серед них:
- Практичні навички з оперативної хірургії [Текст]: навч. посібник для студ. мед. ф-тів вищих мед. навч. закл. освіти IV рівня акредитації / Ю. Т. Ахтемійчук, (В. П. Пішак, О. М. Слободян, О. В. Цигикало]. — Чернівці: Місто, 2005. — 152 с.[1]
- Нариси перинатальної анатомії [Текст] / Ю. Т. Артемійчук, О. М. Слободян, Т. В. Хмара [та ін.]; за ред. Ю. Т. Артемійчука; Буков. держ. мед. ун-т. — Чернівці: БДМУ, 2011. — 299 с.[2]